# Одометрия
Одометрия — использование данных о движении приводов для оценки перемещения.
Одометрия часто применяется в технике, например в роботах (для счисления пути) или станках с ЧПУ (для отслеживания положения инструмента).
Одометрия не является методом определения положения, а лишь средством его оценки.

## Простой пример
Рассмотрим робота с энкодерами, считывающими углы поворота колес. Робот некоторое время движется вперед и хочет узнать пройденное расстояние. Так как суммарный угол поворота каждого колеса известен, так же как и его радиус, пройденное расстояние можно легко вычислить (при отсутствии проскальзывания).